# Matthias Grünewald

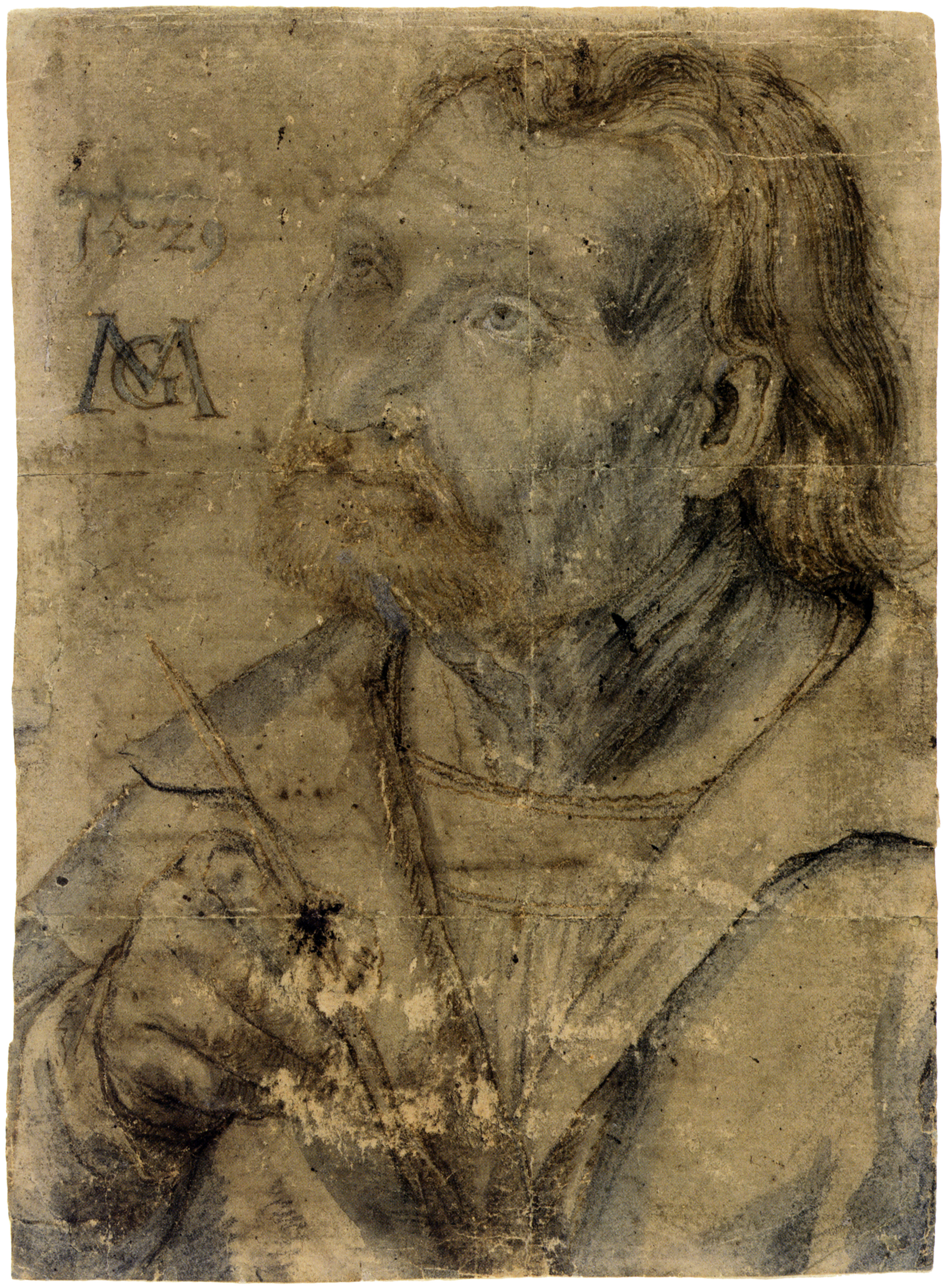
Das sogenannte Erlanger Selbstbildnis, lange Zeit als einziges authentisches Selbstporträt Grünewalds betrachtet, wird von der jüngeren Forschung zunehmend als Studie zu Johannes dem Evangelisten gesehen

Matthias Grünewald (* um 1480 vielleicht in Würzburg; † vor 1. September 1528 in Halle (Saale)) war ein bedeutender Maler, Grafiker und Wasserbauingenieur der Renaissance. Er hieß eigentlich Mathis Nithart (oder Gothart; in verschiedenen Varianten). Zeitgenössisch wurde er Mathis von Aschaffenburg (in verschiedenen Varianten) genannt. Er war vor allem Hofkünstler der Mainzer Erzbischöfe.

## Biographisches

### Name

#### Sandrart und die ältere Überlieferung

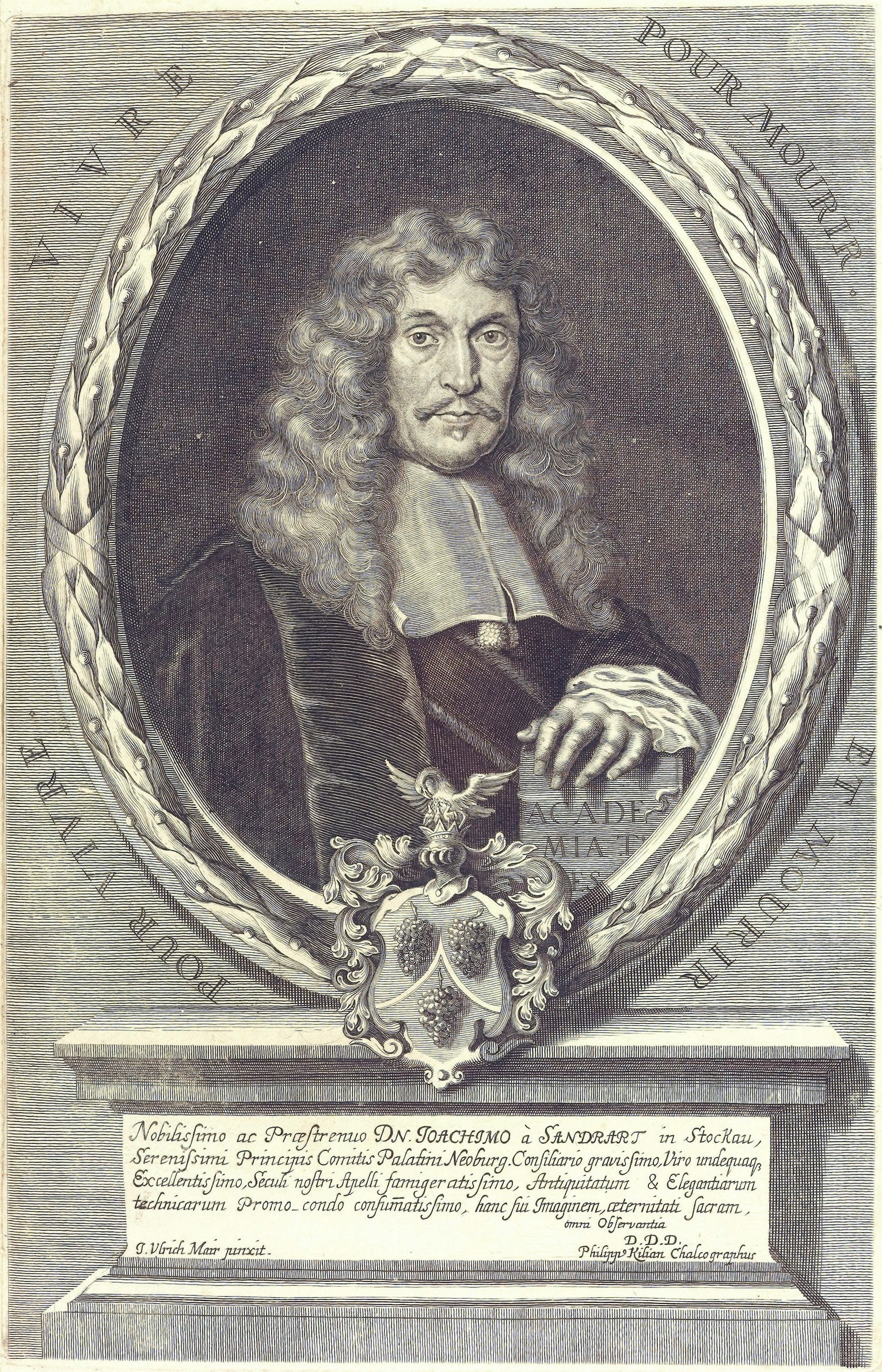
Joachim von Sandrart, hier in einem Kupferstich von 1675, gilt als der erste „Grünewald“-Biograph

Der heute geläufige Name Matthias Grünewald geht noch auf Joachim von Sandrart zurück, der ihn mit jeweils einem kurzen biographischen Abriss in sein 1675 und 1679 verlegtes, zweiteiliges kunsthistorisches Hauptwerk Teutsche Academie der Edlen Bau-, Bild- und Mahlerey-Künste aufnahm. Wie für barocke Literatur nicht ungewöhnlich, und vielleicht eher Schriftsetzern und Druckern als Sandrart selbst zuzuschreiben, sind die bereits hier an verschiedenen Textstellen stark variierenden Schreibweisen des Künstlernamens:
- Matthias von Aschaffenburg[2]
- Grünwalt[3]
- Grünwald[4]
- Matthaei von Aschaffenburg[5]
- Matthaeus Grünenwald von Aschaffenburg / Mahler[6]
- Matthaeus Grünewald / sonst Matthaeus von Aschaffenburg genannt[7]
- Matthaei Grünwalt[8]
- Matthäus Grünwald von Aschaffenburg[9]
- M. Grünwald berühmter Mahler von Aschaffenburg[10]

Auch wenn Sandrart im Sinne Giorgio Vasaris erstmals eine rudimentäre Biographie und Werksbeschreibung des historischen „Grünewald“ lieferte, war er nicht der erste, der ihn bei seinem vermeintlichen Namen nannte. Bereits 1573 sprach der Straßburger Drucker und Verleger Bernhard Jobin von einem Mathis von Oschnaburg, zwischen 1570 und 1586 der Basler Sammler Basilius Amerbach von einem Mathis von Aschenburg und schließlich 1620 der Verleger Vincenz Steinmeyer in der Vorrede eines Holzschnittsammelwerks von einem Matthes von Aschaffenburgk.
Geht man bis auf die Lebzeiten „Grünewalds“ zurück, so finden sich in den historischen Dokumenten, die aus Sicht der heutigen Forschung mit ihm in Verbindung gebracht werden können, noch knappere Angaben. Meist ist nur von Mathis, Matheis, Mathes oder Mattheus die Rede, also modern von Matthias respektive Matthäus. Eher selten findet sich noch der Zusatz Maler, noch seltener von Aschaffenburg oder von Würzburg als Herkunftsangabe. Dabei zählen die genannten Vornamen in ihren Varianten zu den häufigsten ihrer Zeit an Mittel- und Oberrhein.

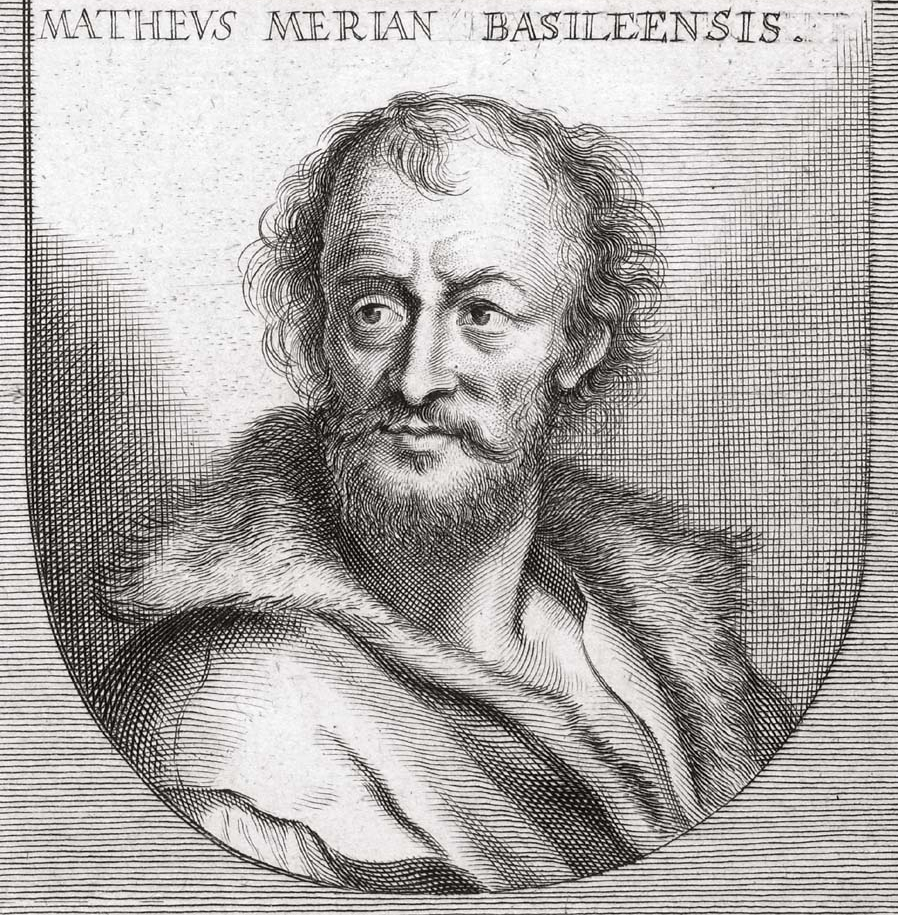
Auch dem Matthäus Merian war der historische „Grünewald“ als „Grün“ ein Begriff

Erst im 17. Jahrhundert wurden die zeitgenössischen Bezeichnungen dann mit Grün respektive Grünewald attributiert und erweitert. Dabei muss Sandrart nicht zwangsläufig ihr Urheber gewesen sein: aus seiner teils autobiographischen Beschreibung von 1675 wird deutlich, dass er diese Bezeichnung bereits vor seiner Italienreise im Jahr 1629 gekannt haben muss und mit „Matthias von Aschaffenburg“ in Verbindung brachte. 1641 sprach aber schon lange vor Sandrarts Drucklegung Matthäus Merian von einem Matheus Grün von Aschaffenburg und 1657/67 löste der Basler Remigius Faesch das Monogramm MG in Matheß Grün von Aschaffenburg auf.
Den Weg dieser Neubildung kann die Forschung bis heute nicht zweifelsfrei aufklären: Möglicherweise kam Sandrart über den Rückentitel APOCAL. GRVNE/WALT eines holländischen Grafiksammelbandes von 1637 zu „Grünewald“. Darin enthaltene Blätter des Künstlers Matthias Gerung tragen nämlich das Monogramm MG, das jedoch sowohl Faesch als auch Sandrart dem historischen „Grünewald“ zuschlugen.
Da Sandrart jedoch wohl schon vor 1637 den von ihm geprägten Beinamen verwendete, ist eine andere Möglichkeit die Vermischung der Biographie „Grünewalds“ mit der eines in Frankfurt am Main im ersten Drittel des 16. Jahrhunderts lebenden Bildschnitzers, Bildhauers und Malers namens Mathis Grün.  Dem nahe stehen Vermutungen, dass Sandrart eigene urkundliche Forschungen anstellte und aufgrund der genannten Häufigkeit des Vornamens und seiner Varianten die Biographien mehrerer Personen miteinander vermischte.

#### Neuere Forschungsgeschichte
Die Namensüberlieferung des 17. Jahrhunderts wurde bis Anfang des 20. Jahrhunderts kaum in Frage gestellt. Dies stand in krassem Gegensatz zur Wiederentdeckung des „grünewaldischen“ Werkes ab Mitte des 19. Jahrhunderts sowie den Erfolgen der kunstgeschichtlichen Forschung, ihm über das Werkverzeichnis Sandrarts hinaus mehr und mehr erhaltene Bilder zuschreiben zu können. Das immerhin auf zweien seiner Werke dreiteilige Monogramm MGN wurde dabei gerne als Nürnberg gedeutet, die zwei anderen bekannten Monogramme MG deckten sich indes weiter mit der alten Namensüberlieferung.
Der Kunsthistoriker Walther Karl Zülch, der seit 1911 aufgrund der reichen Überlieferung des Frankfurter Stadtarchivs forschte, konnte den Konflikt um den Namen Grünewald auflösen. Dies stellte eine gewaltige Herausforderung vor allem deshalb dar, weil in zeitgenössischen Dokumenten der Zeit um 1500 meist nur von Meister Mathis (Mathes) oder Mathis (Mathes) Maler die Rede ist. Hinter diesen Namen verbergen sich wegen der bereits genannten Häufung des Namens zahllose historische Persönlichkeiten, weshalb vielleicht schon Sandrart auf Irrwege geraten war.
Tatsächlich publizierte Zülch aber 1917 erstmals Forschungsergebnisse, die den Künstler auf einen Mathis Nithart oder Gothart zurückführen konnten, 1938 erschien dann seine bis heute bedeutsame Monographie Der historische Grünewald. Obwohl diese in einigen Details aus Sicht der heutigen Forschung nicht mehr haltbar ist, da auch er trotz quellenkritischer Arbeit wohl die Lebensläufe einiger nicht mit dem historischen Grünewald identischer Künstler „beimischte“, hat sich in Bezug auf seine Erkenntnisse zum Namen seitdem nur noch wenig geändert.
Demnach nannte sich der Künstler Mathis (modern: Matthias) Gothart, obwohl er wohl ein geborener Nithart war. Der Vorname ist in einer Studie, der sogenannten Oxforder Zeichnung, handschriftlich überliefert. Die häufige „Verwechslung“ des Namens mit Varianten des Namens Matthäus, vor allem in zeitgenössischen Dokumenten, ist auf dialektale Verschleifungen und den Umstand zurückzuführen, dass es keine normierte Rechtschreibung gab.
Die genannte Kombination von Künstlernamen und Familiennamen ist die schlüssigste Erklärung für sämtliche bekannten Signaturen des Künstlers, obwohl die Doppelung nicht aufgeklärt werden konnte. Obwohl Gothart und Nithart schon 1516 respektive 1526 urkundlich nachweisbar sind, erscheinen sie beide im Inventar des Nachlasses des Künstlers 1528 zusammen mit Objekten, die sie mit dem rekonstruierbaren Lebenslauf und auch Werk des historischen „Grünewald“ in Verbindung bringen.
Schon in den 1960er Jahren wurden an der von Zülch skizzierten Biographie Grünewalds verschiedentlich Korrekturen vorgenommen, wenn durch neue Dokumente oder Bilder eine Korrektur notwendig wurde. So zwang z. B. Alfred Schädler mit seinen Forschungsergebnissen von 1962 die Kunsthistoriker in einem wesentlichen Punkt zum Umdenken. Er erbrachte den Nachweis, dass der Seligenstädter Bildschnitzer Mathis nicht mit Mathis Gothardt-Neithardt identisch sein kann.
Zu Beginn der 1970er Jahre legte der Historiker Hans Jürgen Rieckenberg ausführlich eine neue Theorie zum Thema Grünewald dar und stellte die bisherige kunsthistorische Forschung in Frage. Inzwischen wird diese Theorie von der Kunstwissenschaft kaum noch als zutreffend eingeschätzt. Die These Rieckenbergs hat vor allem wissenschaftgeschichtliche Bedeutung.
Rieckenberg beschäftigten die Widersprüche zwischen dem aktuellen Forschungsstand über Grünewald und den Angaben von dessen erstem Biographen Joachim von Sandrart, die bereits mit dem Namen beginnen: Es bleibt doch unverständlich, weshalb Sandrart, dessen Bericht über den Maler wir so viele zutreffende und von keinem andern übermittelte Nachrichten verdanken, den Namen Grünewald gewählt haben sollte. Auffallend sei auch, dass der Name Mathis Gothart oder Nithart bis zu den Veröffentlichungen Zülchs niemals in Verbindung mit den anerkannten Werken Grünewalds erwähnt wurde, weder zu Lebzeiten des Künstlers noch nach dessen Tod. Außerdem stammen die beiden erhaltenen Monogramme MGN auf der Laurentiustafel des Helleraltars in Frankfurt (um 1510) und dem Maria-Schnee-Altar in Aschaffenburg (1519) aus einer Zeit, in der der Name Nithart nicht nachgewiesen werden kann; auch für den Namen Gothart sei nur ein Beleg von 1516 bekannt. Die Verbindung dieser beiden Namen tritt nur einmal auf, und zwar 1528 in der Verhandlung über den Nachlass des Malers vor dem Frankfurter Gericht: sein Name wird im Protokoll mit Nithart ader Gothart angegeben, also Mathis Nithart oder Mathis Gothart. Nichts deutet nach Rieckenberg darauf hin, dass Grünewald einen Doppelnamen hatte, wie dies Zülch vertrat. Außerdem gebe es mehrere Belege dafür, dass der Name Grünewald bereits vor Erscheinen des Aufsatzes von Sandrart in der Teutschen Academie … bekannt war und daher nicht einfach als dessen Erfindung abgetan werden könne: so tauchte der Name Matheus Grün von Aschaffenburg bereits im Jahre 1641 bei Matthias Merian d. Ä. auf; um 1660 notierte der Basler Sammler Remigius Fäsch in seinen Unterlagen zum Monogramm MG denselben Namen; und schließlich erschien in dem Straßburger Katalog der Kunstkammer des Seidenstickers und Sammlers B. L. Künast (1668 und 1673) der Name Matheus Grien, wobei die unter diesem Namen aufgeführten Werke nachweislich von Grünewald stammen. Darüber hinaus könne und müsse der Name Grün als die Kurzform von Grünewald angesehen werden, ebenso wie für den Namen Martin Schongauer häufig die Kurzform Schön anzutreffen sei, so u. a. bei Merian, Künast und Sandrart. Bezüglich des Monogramms MGN vermutet Rieckenberg, dass das N der Anfangsbuchstabe des Geburtsortes Grünewalds sein könnte, so wie dies durchaus den Gepflogenheiten der Zeit entsprach. Allerdings erscheint Schön in Gerichtsakten und anderen Dokumenten immer mit dem vollen Namen Schongauer.
Rieckenberg bekam knapp zehn Jahre später Unterstützung von dem Fotografen Wolf Lücking. Dieser hatte zunächst 1977 von den Nachlassverwaltern Wilhelm Fraengers den Auftrag erhalten, für die Neuauflage von dessen Grünewaldbiographie von 1936 das Gesamtwerk des Malers zu fotografieren. Bei dieser Arbeit geriet Lücking jedoch unvermittelt in die wissenschaftliche Auseinandersetzung um die Identität Grünewalds und begann mit den Recherchen für ein eigenes Buch. Im Verlauf seiner detaillierten Forschungsarbeit kommt er wie Rieckenberg zu dem Ergebnis, dass nur der Maler Mathis Grün der „wahre“ Grünewald sein kann.

### Leben
Im Anschluss an die Ausführungen Zülchs herrscht seit den 1930er Jahren weitgehend folgende Vorstellung: Matthias Grünewald wurde um 1475–80 in Würzburg geboren. Wo und bei wem er die Malerei erlernte, ist nicht überliefert, sein Wirken lässt jedoch erkennen, dass er Bilder von Hans Holbein dem Älteren, Albrecht Dürer, Lucas Cranach dem Älteren, Hans Burgkmair dem Älteren und Albrecht Altdorfer kannte sowie mit der niederländischen und italienischen Malerei vertraut war. Dies und die zwei frühesten Grünewald zugeschriebenen Werke deuten auf eine Anwesenheit im Nürnberg der Zeit um 1500, was jedoch nicht urkundlich nachweisbar ist.

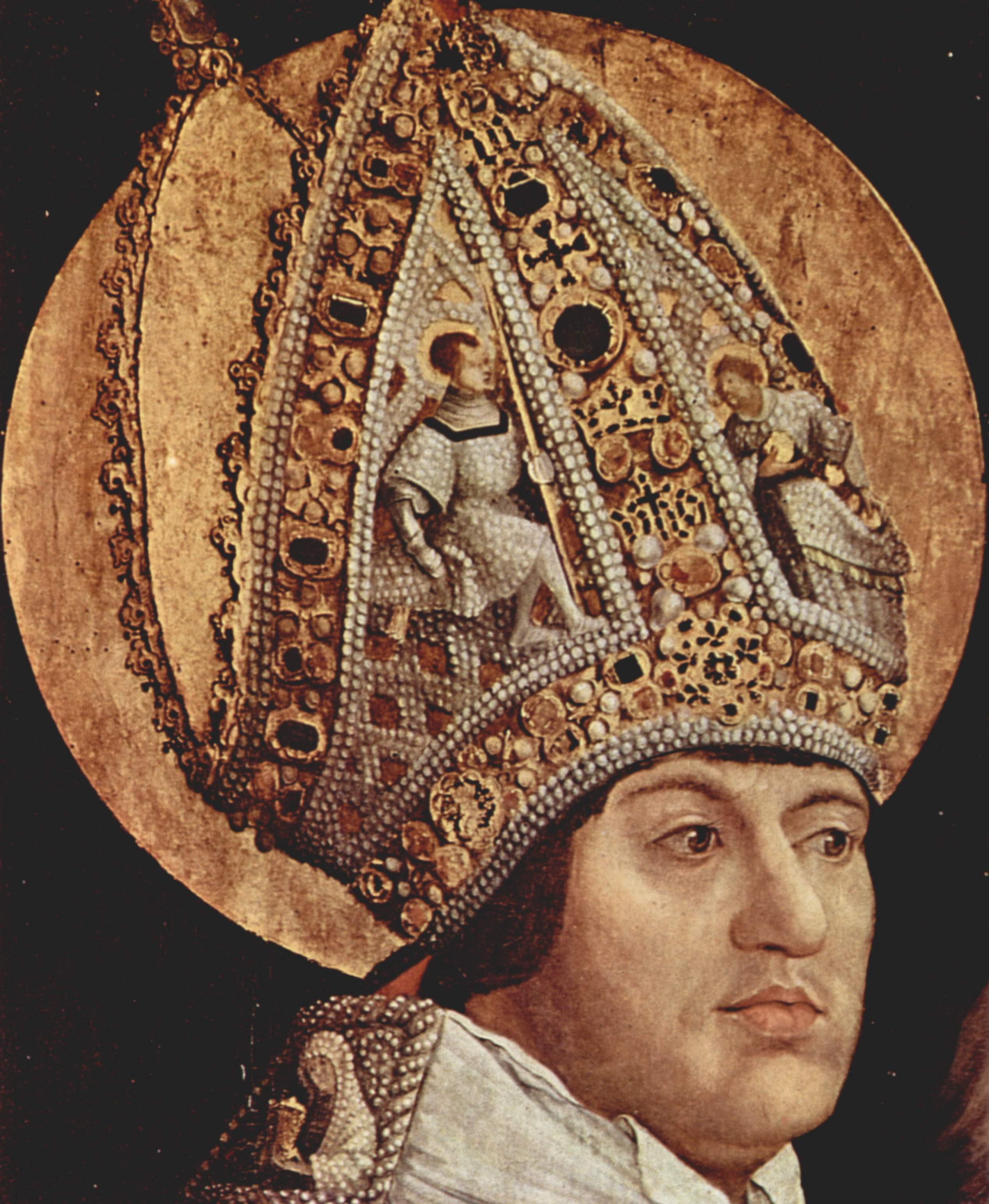
Der heilige Erasmus auf der Erasmus-Mauritius-Tafel – Hier verlieh Grünewald dem Heiligen die Gesichtszüge seines Auftraggebers Albrecht von Brandenburg.

Bald darauf gründete Grünewald eine Werkstatt in Aschaffenburg. In den Mainzer Vikariatsakten wird am 30. November 1505 erstmals ein „meister Mathis“ mit einem „famulus“ (Gesellen) dort bezeugt. Dabei geht es um Arbeiten am Epitaph für den am 13. September 1504 verstorbenen Vikar der Stiftskirche, Johannes Reitzmann. Tendenziell wird heute – vor allem aufgrund des zeitgenössisch häufigen Namenszusatzes von Aschaffenburg – angenommen, dass die damalige Mainzer Nebenresidenz spätestens seit dem genannten Jahr 1505 Grünewalds dauerhafter Wohnsitz war. Vermutlich diente Grünewald seitdem als Hofbeamter bei dem Mainzer Erzbischof Jakob von Liebenstein. Unter dessen Nachfolger, Uriel von Gemmingen, wurde er ab 1509 mit technischen Aufgaben betraut.
Wie bei vielen anderen Künstlern seiner Zeit umfasste das Berufsverständnis einen sehr weiten Bereich von Tätigkeiten. 1510 sollte er den Brunnen auf Burg Klopp bei Bingen am Rhein reparieren, er zählte daher zu den sogenannten Wasserkunstmachern (heute würde man wohl Wasserbauingenieur sagen). Als oberster Kunstbeamter bei Hofe hatte er aber auch Neubauten zu beaufsichtigen und leitete in dieser Funktion die Umbauarbeiten in der Aschaffenburger Burg, dem Vorgängerbau von Schloss Johannisburg. Seine dortige Tätigkeit wurde der Nachwelt wohl nur deshalb überliefert, weil die Arbeiten misslangen und es zu einem Prozess kam (Kemnatprozess 1514–16).
Die Prozessakte, die neben seinem Testament als eines der wichtigsten „Grünewalddokumente“ galt, jedoch im Zweiten Weltkrieg im Stadtarchiv Frankfurt verbrannte, ließ erkennen, dass der Künstler den Großteil der Zeit des Prozesses nicht selber anwesend war. Dies stimmt mit der überlieferten Entstehungszeit seines Hauptwerks, dem Isenheimer Altar, zusammen, den er wohl zwischen frühestens 1512 und spätestens 1516 schuf. Die jüngere Forschung hat ins Spiel gebracht, dass er in der genannten Zeitspanne nicht in Isenheim selbst, sondern der nächsten größeren Stadt, Straßburg, tätig war.
Danach, also etwa 1516, trat Grünewald als Hofmaler in den Dienst des neuen Erzbischofs von Mainz, Albrecht von Brandenburg. Für diesen war er erneut als oberster Kunstbeamter des erzbischöflichen Hofes in der Residenzstadt Halle an der Saale für die Überwachung von Bauvorhaben zuständig. In dieser Funktion wurde er beauftragt, als Wasserkunstmacher eine Wasserleitung von Haibach zur Stiftskirche in Aschaffenburg zu planen und deren Bau zu überwachen.
Nach dem Mai 1526 schied Grünewald aus dem Mainzer Hofdienst und ließ sich in Frankfurt am Main nieder. Dies wird oft in Zusammenhang mit Sympathien für die rebellierenden Kräfte des Bauernkrieges gesehen; dies ist aber nicht belegt. In der freien Reichsstadt verdiente er seinen Lebensunterhalt als Seifenmacher und vielleicht als Farbenhändler; er wohnte in dem Haus Zum Einhorn bei dem Seidensticker Hans von Saarbrücken.
Im Sommer 1527 übersiedelte Grünewald nach Halle (Saale), wo er als städtischer Wasserbauingenieur tätig wurde. Hier sollte er eine Mühlenzeichnung für Magdeburg anfertigen. Freunde des Künstlers teilten dem Magistrat der Stadt am 1. September 1528 mit, dass er verstorben sei. Deshalb wird häufig angenommen, dass der 31. August 1528 sein Todestag ist. Dass dieses Datum „urkundlich belegt“ ist, ist indes eine Einzelmeinung.
Nach den Forschungsergebnissen seines Biographen Joachim von Sandrart war Grünewald ein strenger, asketischer Mann, der neuen Ideen aufgeschlossen gegenüberstand. Ob er jemals verheiratet war, ist nicht bekannt. Er hatte jedoch einen Adoptivsohn Endreß (Andreas) Neidhart, der nun in einem jahrelangen Prozess bis 1540 um die Herausgabe seines väterlichen Erbes kämpfte.

#### Biographie nach Rieckenberg – bei dem historisch belegten Frankfurter Künstler Mathis Grün soll es sich um den Maler Grünwald handeln
In einem 1974 veröffentlichten, sehr umfangreichen Aufsatz ging der Historiker Hans Jürgen Rieckenberg (1915–2003) ausführlich auf Zülchs Mathis Gothardt-Neithardt-Theorie ein.
Rieckenberg kommt zu folgender Darstellung der Biografie: Grünewald wurde um 1480 in einem Dorf in der Nähe von Aschaffenburg geboren, das wahrscheinlich mit dem Buchstaben N beginnt. Über seine Jugend ist nichts bekannt. Um 1500 tauchte er als Geselle des Malers Hans Fyoll in Frankfurt a. M. auf, ist aber auch wahrscheinlich ein Schüler Dürers gewesen. Im Jahre 1503 malte er in Nürnberg den Lindenhardter Altar; 1504 oder 1505 entstand im Auftrag Johann von Cronbergs die Münchner Verspottung als Memorientafel für dessen am 23. Dezember 1503 verstorbene Schwester. Cronberg war der Stellvertreter des Mainzer Erzbischofs in Aschaffenburg, so dass Grünewald mit diesem Auftrag zum ersten Mal mit dem Mainzer kurfürstlich-erzbischöflichen Hof in Berührung kam. Bereits im Jahre 1505 ist Grünewald im Dienst des Mainzer Erzbischofs Jakob von Liebenstein nachweisbar. In dieser Zeit sind außer der Basler Kreuzigung sowohl die verschollene Verklärung auf dem Berge Tabor als auch die Standflügel des Helleraltars für die Dominikanerkirche in Frankfurt entstanden.
Bis zu diesem Jahr 1512 verlief das Leben Grünewalds also im Wesentlichen so, wie Zülch und andere Kunsthistoriker es geschildert haben. Diese verfolgten die Dokumente des Mathis Gothart oder Mathis Nithart und nicht die eines Frankfurter Bildhauers, Bildschnitzers und Malers mit Namen Mathis Grün. Grün kam Ende des Jahres 1512 aus Eisenach nach Frankfurt und heiratete eine 18-jährige Jüdin, die am 15. August desselben Jahres unter großer Anteilnahme der Geistlichkeit, der Orden und des Rates der Stadt im Frankfurter Dom auf den Namen Anna getauft worden war. Am 15. Dezember leistete Grün/Grünewald (nach Rieckenberg) den Bürgereid und kaufte zwei Tage später das Haus zum Löwenstein in der Kannengießergasse am Dom. Die großen Bildtafeln des Altars für die Antoniter malte er nach Rieckenberg jedoch in Isenheim selbst, obwohl er sich zwischendurch auch immer wieder in Frankfurt aufhielt.
Im Jahre 1519 vollendete Grünewald im Auftrag des Stiftsherrn Heinrich Reitzmann den Maria-Schnee-Altar für eine Seitenkapelle der Stiftskirche in Aschaffenburg. Von diesem Altar sind nur der mit Monogramm versehene Rahmen für das Mittelbild und ein Flügelbild erhalten. Um 1520 entstand eine heute in Washington befindliche Darstellung der Kreuzigung als persönliches Andachtsbild für Albrecht von Brandenburg, die von Sandrart als „Kleinkruzifix“ bezeichnet worden war. In dieser Zeit hat Grünewald im Auftrag des Erzbischofs auch die drei nicht erhaltenen Mainzer Domaltäre sowie die Münchener Erasmustafel (1521/22), die ein Porträt Albrechts darstellt, gemalt. Aufgrund dieser zahlreichen Arbeiten für den Erzbischof erscheint es Rieckenberg wahrscheinlich, dass sich Grünewald auch nach seiner offiziellen Amtszeit als Hofmaler noch häufig am Hof in Mainz und Aschaffenburg aufgehalten hat. Doch trotz all dieser Aufträge und seines damit verbundenen Erfolges und Ansehens während der Frankfurter Zeit machten sich schon sehr bald erhebliche wirtschaftliche Schwierigkeiten bemerkbar. Nach 1516 bewarb er sich auch 1519 noch einmal vergeblich um zwei städtische Ämter, das Bau- und das Pförtner-Amt, die ihm geregelte Einnahmen garantiert hätten. Mehrfach wurde er vor dem Frankfurter Gericht wegen Schulden verklagt. Statt wie viele andere Künstler Porträts von Fürsten, Adeligen und Kaufleuten zu malen oder Holzschnitte und Kupferstiche anzufertigen, war Grünewalds Kunst einseitig auf religiöse Themen beschränkt. Dadurch war es ihm auch nicht möglich, einen größeren Kreis von Förderern um sich zu versammeln. Sein einziger großer und ständiger Mäzen war Kardinal Albrecht, der zwar ein großer Liebhaber der Kunst, aber auch ein säumiger Zahler seiner Schulden war. Die finanzielle Lage spitzte sich zu, als im Jahre 1523 die Frau Grünewalds dem Wahnsinn verfiel und ins Heilig-Geist-Spital eingewiesen werden musste. Es gelang ihm jedoch, mit seinen zahlreichen Gläubigern Zahlungsvereinbarungen zu treffen. Am 2. April 1527 verkaufte er schließlich sein Haus in Frankfurt, stellte seine Habe bei Hans Fyoll unter und verließ mit seinem kleinen Kind, über dessen Namen und Geschlecht nichts bekannt ist, die Stadt.
Zweieinhalb Jahre später, im September 1529, tauchte Grünewald (nach Rieckenberg) im Zusammenhang mit dem Wiederaufbau der Burg Reichenberg im Odenwald in den Diensten der Herren von Erbach wieder auf. In dieser letzten Schaffensphase des Malers entstanden die beiden Karlsruher Kreuzigungstafeln des sogenannten Tauberbischofsheimer Altars (nach 1528), die nur als Kopie erhaltene Magdalenenklage, das Erlanger Selbstbildnis (1529) sowie als letztes Werk die Aschaffenburger Beweinung (um 1530). Während die auf der Erlanger Zeichnung befindliche Datierung 1529 im Zusammenhang mit der Gothardt-Neithardt-Theorie angezweifelt wurde, da dieser ja bereits 1528 gestorben sein sollte, besteht innerhalb der Biographie Mathis Grüns kein Grund mehr, diese Datierung in Frage zu stellen.
Grün/Grünewald (nach Rieckenberg) starb zwischen dem 23. März 1531 und dem 16. Oktober 1532, noch in den Diensten der Herren von Erbach. Die Todesursache ist nicht bekannt. Sein Kind starb wahrscheinlich um die gleiche Zeit. Seine Frau, die sich nach wie vor im Spital in Frankfurt befand, war nicht in der Lage, sich selbst um das Erbe zu kümmern. Sie überließ dies dem Verwalter des Spitals, Jakob Folcker, der in einem Brief vom 16. Oktober 1532 an die Herren von Erbach um die Zusendung des Nachlasses bat. Zu diesem Zeitpunkt muss also Grünewald bereits gestorben gewesen sein; der eigentliche Todestag kann aber wesentlich früher liegen. Durch seinen Fortgang aus Frankfurt scheint er schnell aus dem Blickfeld seiner Freunde und möglichen Verehrer seiner Kunst verschwunden zu sein. Sie haben seinen Tod nicht wahrgenommen. Auch Sandrart vermochte nichts über Grüns/Grünewalds (nach Rieckenberg) letzte Jahre bei den Herren von Erbach zu berichten.
Ein gewichtiges Indiz gegen Rieckenbergs These von Mathis Grün als der historische „Grünewald“ sind dagegen drei Zeichnungen, die in eine Bibel des Hans Plogk eingeklebt waren (jetzt in den Staatlichen Museen zu Berlin, Kupferstichkabinett). Diese stammen unzweifelhaft von Mathis Nithart/Gothart = „Grünewald“. Plogk stand mit Meister Mathis Gothart in Verbindung und war einer der Zeugen von dessen Ableben in Halle.

### Bildnis

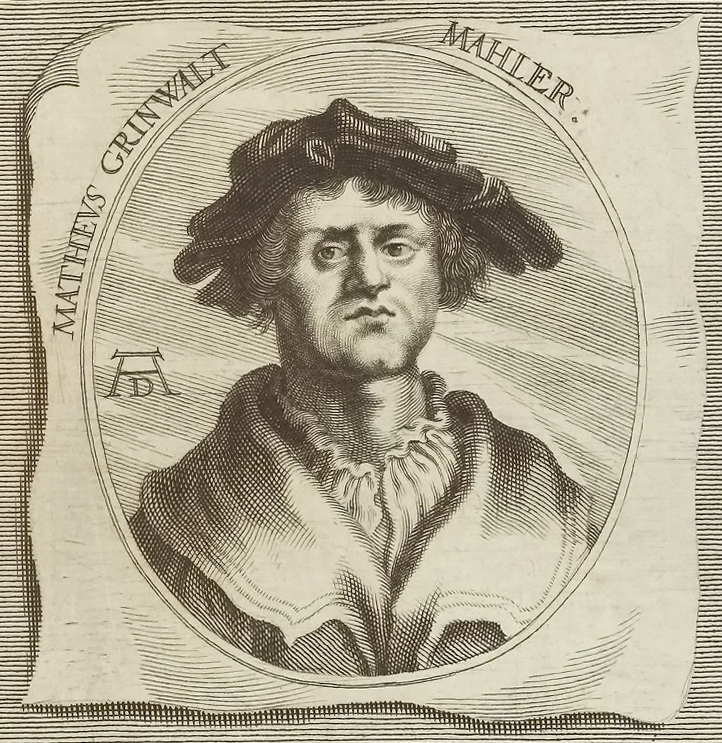
Grünewald als junger Mann bei Sandrart 1675

Nach der jüngeren Forschung ist wohl kein authentisches Bildnis des Künstlers überliefert. Wie auch den Namen zeigte zuerst Joachim von Sandrart in seinem Werk zwei Kupferstiche, die Matthias Grünewald in verschiedenen Lebensaltern darstellen sollen.

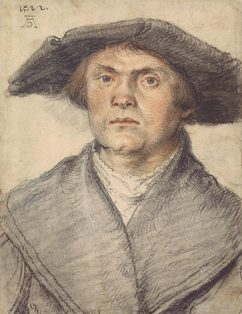
Die Vorlage für den ersten Sandrartstich von Wolf Huber aus dem Jahr 1522

Der erste zeigt einen bartlosen, etwa 30- bis 40-jährigen Mann mit Schaube, ein Dürermonogramm sowie die Umschrift Matheus Grinwalt Mahler. Laut Sandrart entstand das Bild, als Dürer und Grünewald zusammen am Heller-Altar arbeiteten. Nach dem Ersten Weltkrieg gelang dem späteren Direktor des Kupferstichkabinetts Berlin, Friedrich Winkler, die Auffindung der Stichvorlage in damals englischem Privatbesitz.
Bei einer Untersuchung stellte sich diese als Zeichnung eines Unbekannten durch den österreichischen Maler Wolf Huber aus dem Jahr 1522 heraus. Dessen originale Signatur war im 17. Jahrhundert durch die gefälschte Dürers ersetzt worden. Damit wurden zugleich auch Vermutungen hinfällig, aufgrund der Ähnlichkeit des Stichs im hl. Sebastian des Isenheimer Altars ein Selbstbildnis Grünewalds erkennen zu wollen.
1679 zeigte Sandrart in seinem Werk ein zweites angebliches Bildnis Grünewalds, dessen Vorlage er kurz zuvor im Besitz des Nürnberger Ratsherren Philipp Jacob Stromer gesehen hatte. Der Stich beschreibt einen aufwärts schauenden, etwa 60-jährigen, bärtigen Mann mit Pinsel. Bei der (seitenverkehrten respektive aufgrund der Natur des Kupferstiches seitenrichtigen) Vorlage handelt es sich tatsächlich um eine etwa 1512–16 entstandene Zeichnung Grünewalds, die sich, wenn auch in sehr schlechtem Zustand, heute in der Graphischen Sammlung der Universitätsbibliothek Erlangen-Nürnberg befindet.

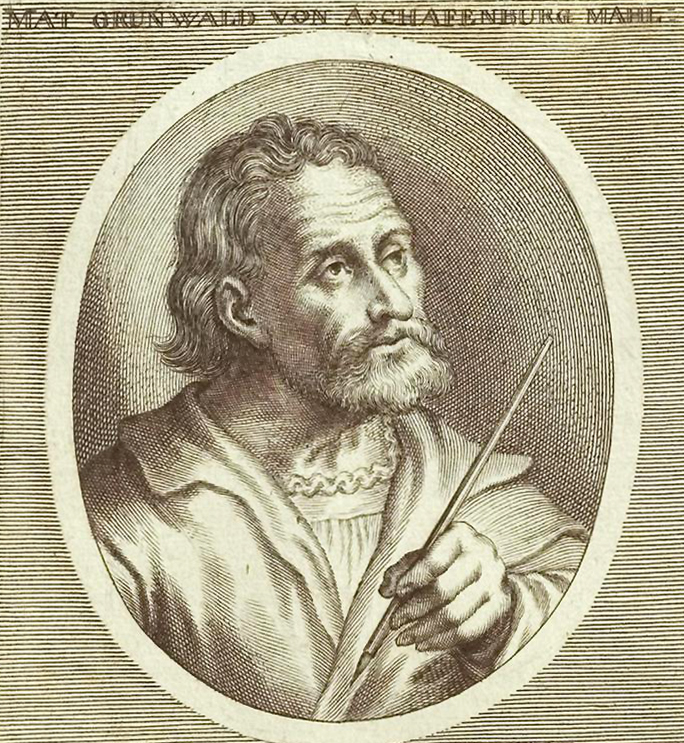
Das zweite Grünewaldbildnis bei Sandrart 1679, nach dem vermeintlichen Erlanger Selbstbildnis

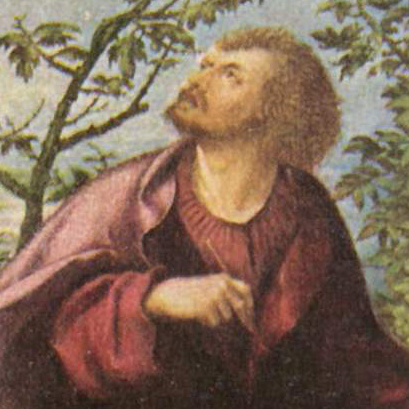
Große Ähnlichkeit: Johannes auf Patmos des Johannes-Altars von Hans Burgkmair d. Ä., 1518

Von späterer Hand wurde das Erlanger Selbstbildnis stark überarbeitet sowie mit Grünewalds Monogram MG und dem vermeintlichen Todesdatum 1529 versehen. Dies, vor allem aber die Deutung eines Federkiels in der grünewaldischen Vorlage als Pinsel und somit Attribut eines Künstlers führte nicht nur zu vielen Kopien, sondern auch der Annahme, wohl unter anderem der Sandrarts, es handle sich um ein Selbstbildnis Grünewalds. Wieder davon ausgehend meinte man in der Vergangenheit im Turbanträger der Verspottung Christi, dem knienden Patrizier auf dem Schneewunder der Stuppacher Madonna und dem bärtigen Kopf mit Mütze der Mauritius-Erasmus-Tafel Grünewald in seinen Werken zu sehen.
Die Forschung der letzten Jahrzehnte hat jedoch zunehmend in Zweifel gezogen, dass es sich bei dem Erlanger Blatt um ein Porträt handelt. Zunächst fehlen die klassischen Charakteristika für Selbstporträts oder auch nur Porträts der Zeit wie z. B. der direkte Blickkontakt. Vor allem aber lässt eine Darstellung des schreibenden Evangelisten Johannes auf Patmos durch den künstlerisch nahestehenden Hans Burgkmair d. Ä. in seinem 1518 entstandenen Johannes-Altar sehr deutlich erkennen, dass es sich um exakt denselben Typus handelt. Somit hat Grünewald wohl eher eine Heiligenstudie denn ein Selbstbildnis zu Papier gebracht.

### Rezeption
Grünewald war ein bekannter Mann in seiner Zeit, als berühmter Maler wurde er jedoch erst nach seinem Tod bezeichnet. Der Reformator Philipp Melanchthon stellte ihn 1531 mit Albrecht Dürer und Lucas Cranach auf eine Stufe. Als 1597 Kaiser Rudolf II. den Isenheimer Altar erwerben wollte, war sein Name schon wieder in Vergessenheit geraten. Ab 1674 galt der Altar bereits als ein Werk von Dürer.

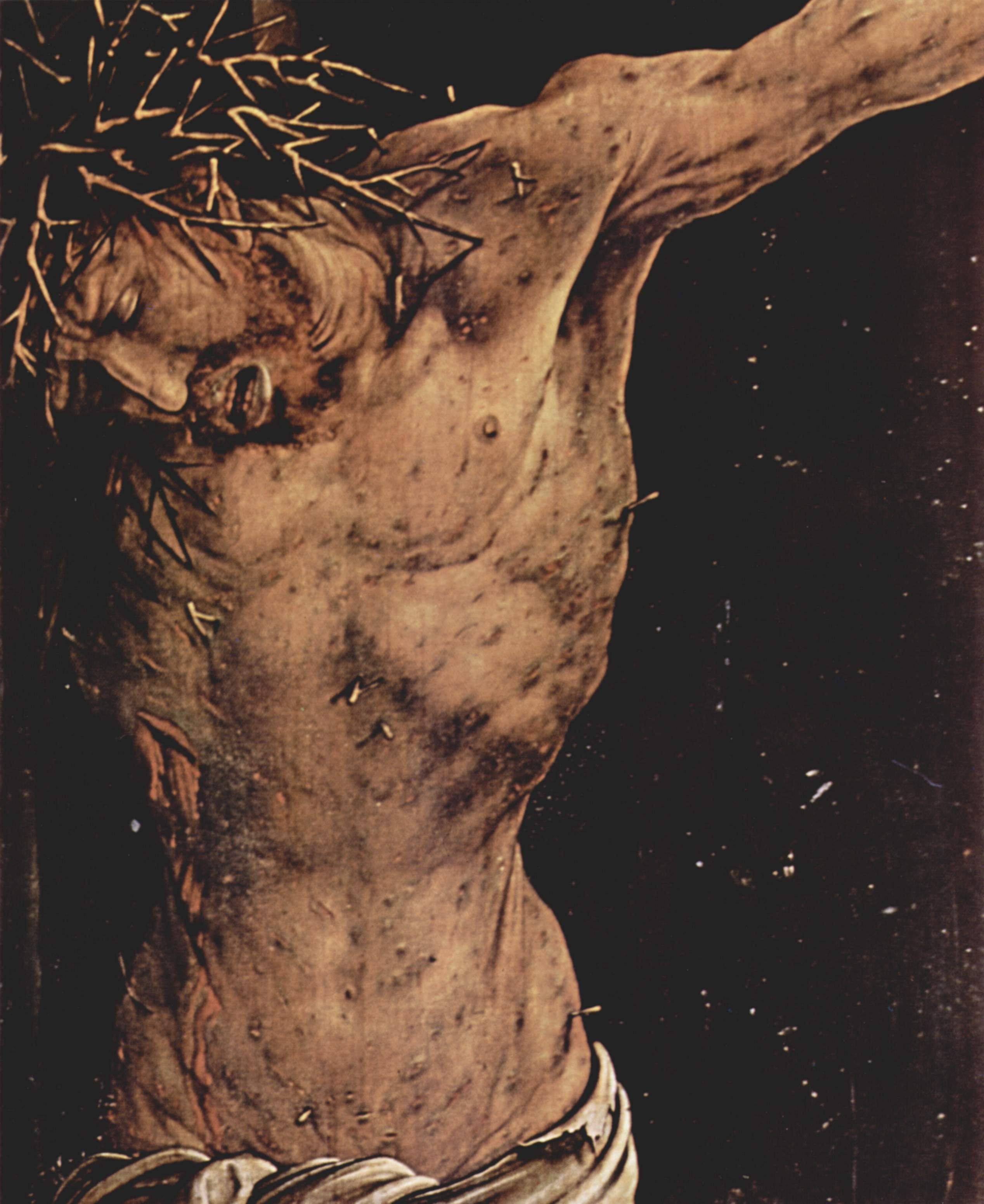
Detail der Kreuzigungstafel des Isenheimer Altars – erst die Wiederentdeckung dieses Altars führte zu einer veränderten Wertschätzung des Künstlers Grünewald

Erst 150 Jahre nach Grünewalds Tod spürte ihn der Maler und Historiker Joachim von Sandrart wieder auf und publizierte seine Entdeckung auch 1675 und 1679 (vgl. Name). Er hatte offenbar mehrere seiner Werke gefunden und ordnete sie richtig seinem Grünewald zu. Dazu gehörte auch der große Wandelaltar in Isenheim. Von diesem kannte er anscheinend aber nur die Tafel mit der Darstellung der Versuchungen des hl. Antonius. Außerdem nannte er Eisenach in Thüringen anstatt Isenheim als seinen Standort. Es dauerte nochmals 200 Jahre, bis 1873 der Altar endgültig als Werk von Matthias Grünewald erkannt wurde.
Ähnlich war es bei der Stuppacher Madonna. Erst 1881 wurde das Bild als ein Werk Grünewalds erkannt. 1897 begutachtete der Kunstexperte H. A. Schmid-Basel die vermeintliche Neuentdeckung, war von der Zuschreibung aber zunächst nicht überzeugt. Durch viele Restaurierungen hatte das Bild damals den Großteil der Handschrift Grünewalds eingebüßt.

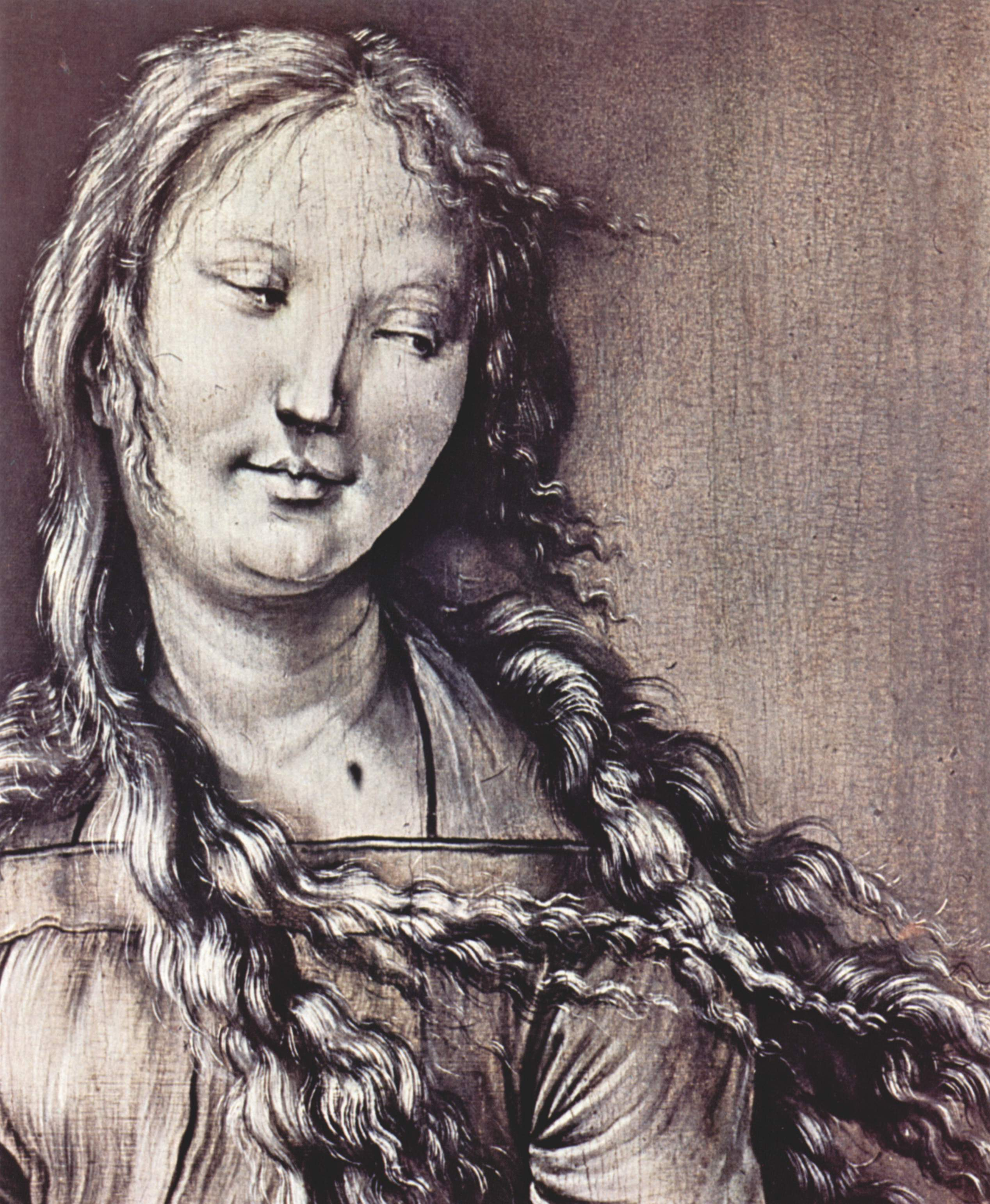
Detail einer unbekannten Heiligen, evtl. Lucia, aus dem Heller-Altar – die Tafeln Grünewalds gelten als eines der Hauptwerke der Grisaille-Technik

Bekannt, populär und damit marktwürdig wurde Grünewald erst zu Anfang des 20. Jahrhunderts. Er hat selbst wenig für seinen Nachruhm getan. Während bei Dürer, seinem Zeitgenossen, kaum ein Blatt ohne Signatur und Jahreszahl dessen Werkstatt verließ, ist Grünewald, wie die meisten Künstler des Mittelalters, hinter sein Werk zurückgetreten. Er trägt diese Art in die aufkommende Frührenaissance hinüber und wird deshalb als der letzte Gotiker bzw. letzte „gotische“ Maler bezeichnet.
Nur vier eindeutige Monogramme von ihm sind bekannt:
- das MGN auf dem Laurentiusbild, einem der Standflügel des Helleraltares, der sich heute im Städel/Frankfurt befindet;
- das MGN auf dem Rahmen des Maria-Schnee-Altars in der Stiftskirche in Aschaffenburg'
- Das MG auf dem sogenannten Drei-Männer-Kopf, auch Trias Romana genannt;
- das mg. auf dem Kleinkruzifix.

Die Wissenschaft tat sich daher schwer, die Werke dem Künstler zuzuordnen. So ist es auch nicht verwunderlich, dass viele seiner Bilder ohne Kenntnis des wahren Meisters vorher regelrecht verborgen blieben. Das Schneewunderbild, eine Seitentafel des Maria-Schnee-Altars, heute in Freiburg, wurde 1857 für 15 Gulden und 36 Kreuzer versteigert. Schon 1808 wusste man auch über das Sujet des Bildes nichts mehr. Ein Besucher beschrieb es später in seinem Buch: „ein Pabst mit einer Prozession den Schnee aufschauffelt, ein alter Mann, Frau und sechs Kinder sehen kniend und betend zu“. Erst 1897 wurde das Bild als ein Werk MGNs  erkannt und so 1902 publiziert.
Über den Kaufpreis des Marienbildes, die Stuppacher Madonna, Mittelbild des Maria-Schnee-Altars, den Pfarrer Blumhofer zahlen musste, gibt es keinerlei Unterlagen. Aus der Pfarrchronik wurden mindestens zehn Blätter über diesen Zeitraum herausgeschnitten. Der Versicherungswert des Bildes soll heute angeblich 100 Millionen Euro betragen.
Grünewalds kirchliche Würdigung besteht in Gedenktagen der Evangelischen Kirche in Deutschland (30. August im Evangelischen Namenkalender) und der Evangelisch-Lutherischen Kirche in Amerika (6. April, zusammen mit Albrecht Dürer und Lucas Cranach).

## Werk

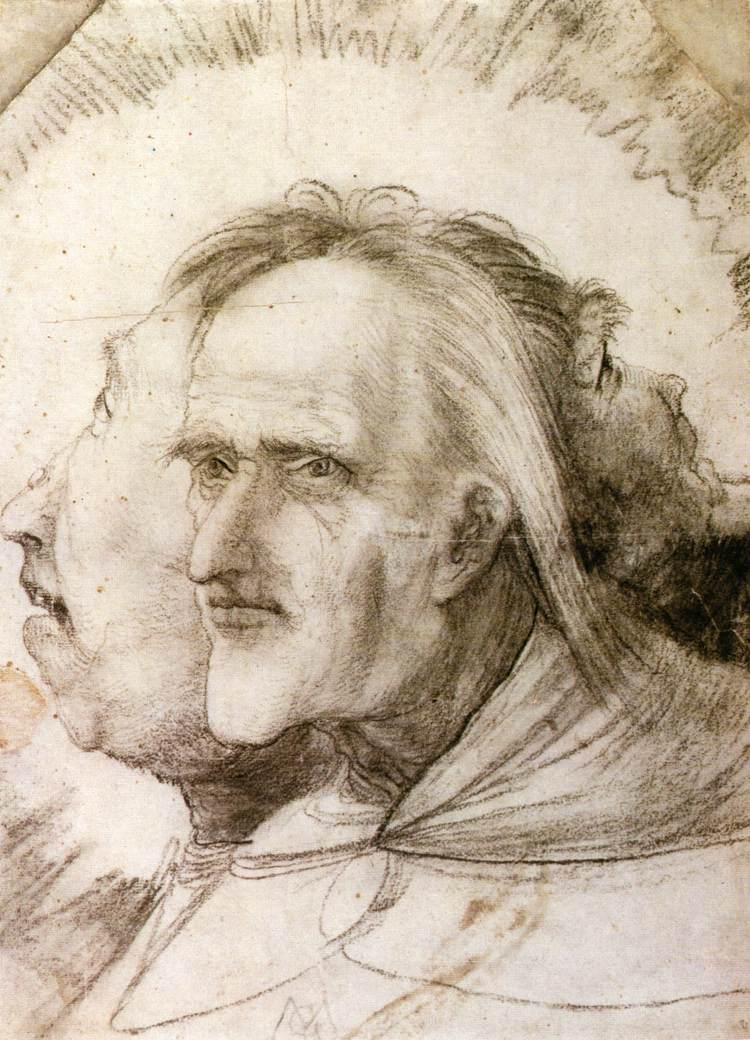
Dreifachportrait Trias Romana, 1525, Kreidezeichnung Kupferstichkabinett Berlin, Staatliche Museen

Grünewalds erhaltenes Werk ist im Umfang gering, gehört jedoch zu den bedeutendsten Äußerungen der Kunst in Europa. Seine bevorzugten Bildthemen waren religiöse Szenen.
Heute sind von fünf, eventuell auch sechs Altären 21 Einzelbilder und fünf Andachtsbilder erhalten. 35 Zeichnungen, fast ausschließlich Studien, vervollständigen Grünewalds künstlerischen Nachlass. Vom verlorenen Werksteil als bekannt gelten müssen weitere drei Altäre und ein Bild, schließlich ist noch eine Schöpfung zumindest in einer Kopie des 17. Jahrhunderts überliefert.
Problematisch ist, dass viele von Grünewalds Werken ihm nur auf dem Wege der Stilkritik zugeschrieben werden können. Überhaupt existieren nur zum Isenheimer Altar urkundliche Nachrichten, die seine Urheberschaft bestätigen, auf drei weiteren Werken findet sich zumindest seine Signatur. Auch Jahreszahlen sind in seinem Œuvre sehr selten, hier sind ebenfalls nur drei bekannt. Ob Grünewald selten signierte und datierte, muss anbetrachts der großen Fragmentierung und dem teils äußerst schlechten Erhaltungszustand seiner Werke Spekulation bleiben.

### Chronologie

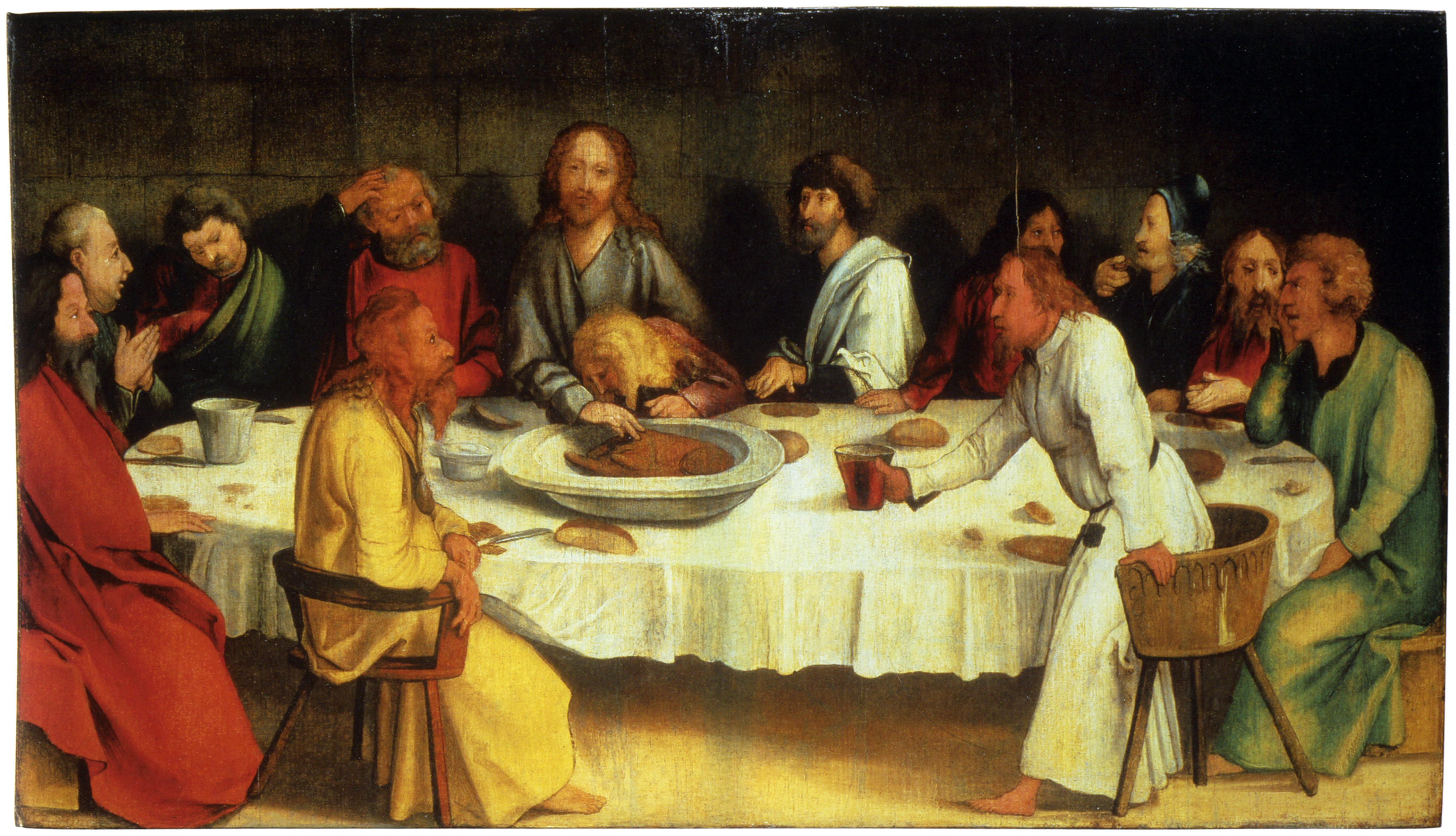
Abendmahl der Coburger Tafel, um 1500

Den jüngsten Zugang zum Werk Grünewalds und zugleich sein vielleicht ältestes Werk stellt die Coburger Tafel dar, die sich heute in den Kunstsammlungen der Veste Coburg befindet. Sie kam 1968 in den Londoner Kunsthandel und auf diesem Wege zurück nach Deutschland, wo sie MGN 1969 erstmals zugeschrieben wurde. Auf den heute zu einem Bild zusammengefügten ehemaligen Außenseiten einer Predella, vielleicht auch eines Hausaltars, ist das Abendmahl dargestellt, auf den Innenseiten die separaten Bildnisse der hl. Agnes und der hl. Dorothea. Über dem Kopf Christi in der ersteren Darstellung ist noch der Rest des Buchstabens G zu erkennen.
Die Zuschreibung kann einzig anhand der Stilkritik erfolgen, da die Provenienz nur über einen sehr kurzen Zeitraum nachzuverfolgen ist und sich keinerlei urkundliche Hinweise auf das Werk erhalten haben. Ferner hat es in vielen Teilen durch spätere Restaurierungen an Qualität eingebüßt, noch am besten erhalten ist die Darstellung der hl. Dorothea. Die drei zusammengehörigen Gemälde werden bisher grob um 1500, teilweise sogar nur in das erste Jahrfünft des 16. Jahrhunderts datiert. Ob es sich bei der Coburger Tafel um den Rest eines eigenständigen, in seinem weiteren Umfang unbekannten Altars handelt, ist bisher nicht eindeutig geklärt.
In der jüngeren Forschung teilweise als dessen Predella in Abhängigkeit davon gesetzt wird der sogenannte Lindenhardter Altar. Seinen Namen trägt er von seinem heutigen Standort, der Evangelischen Pfarrkirche des Creußener Stadtteils Lindenhardt bei Bayreuth. Das Werk entstand um 1503 – diese Jahreszahl ist auf seinem Schrein erhalten – in der Werkstatt des Michael Wolgemut in Nürnberg. Grünewalds Beitrag waren die vierzehn Nothelfer auf den Außenseiten der Flügel sowie ein Schmerzensmann auf der Rückseite.

Noch mehr als die Coburger Tafel hat das Lindenhardter Werk durch die Zeiten sehr gelitten, insbesondere das für Grünewald so typische intensive Kolorit ist aufgrund wohl unsachgemäßer Aufstellung über einen längeren Zeitraum verblasst. Abermals kann nur die Stilkritik die Zuschreibung liefern, die jedoch, etwa in der Ähnlichkeit der weiblichen Heiligen zu denen der Coburger Tafel oder dem Dämon zu denen des Isenheimer Altars eindeutiger ausfällt. Vieles verweist analog dem Coburger Werk nach Nürnberg. Auch hier lassen sich die Umstände der Entstehung nicht mehr klären: das Bild befand sich ursprünglich als Hochaltar in der Pfarrkirche Bindlach und wurde nach einem Brand 1685 an die Nachbarkirche in Lindenhardt abgegeben.

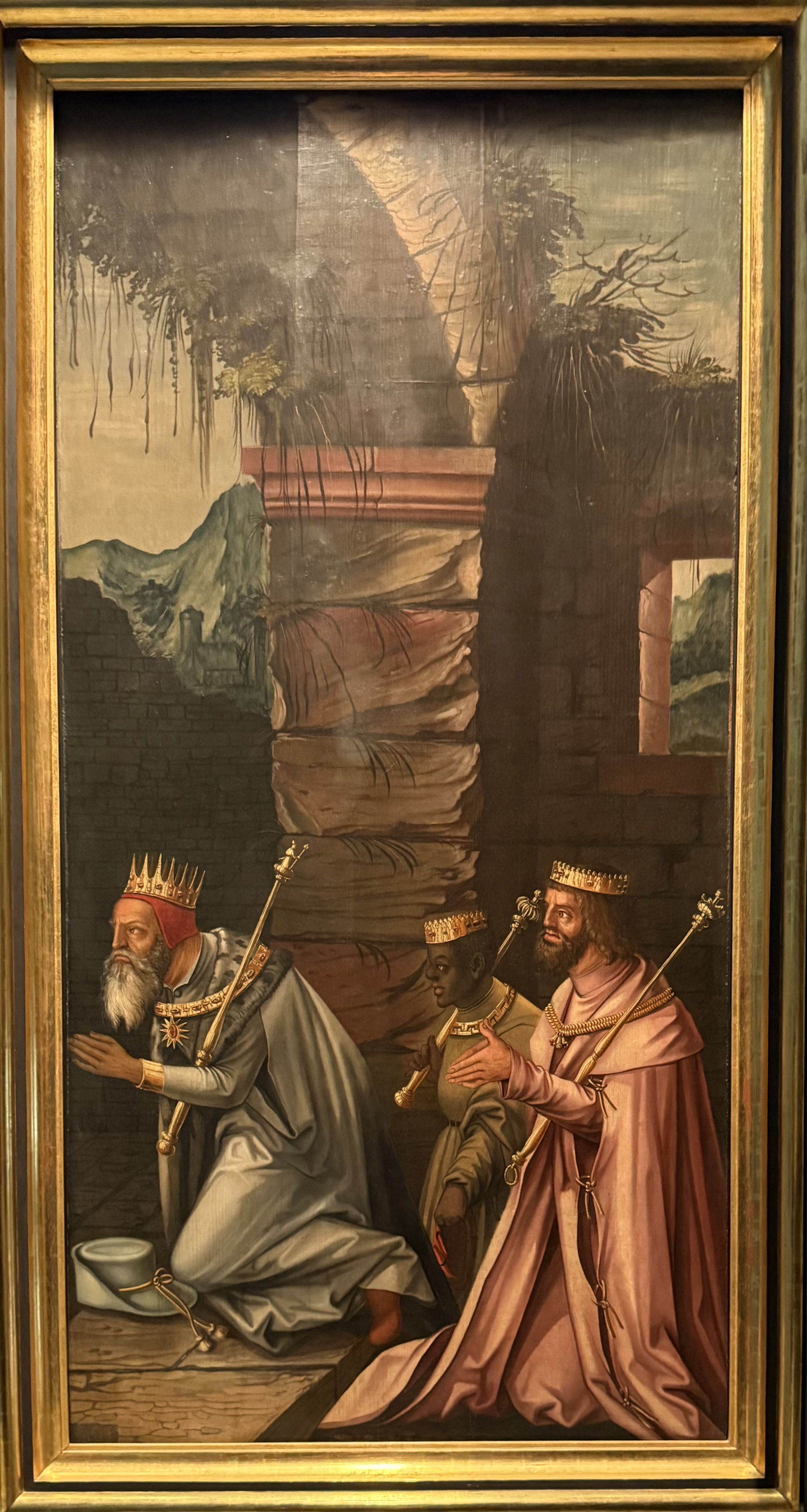
Anbetung der Könige, Nachfolger von Grünewald

1504 schuf Grünewald im Auftrag des Johann von Kronberg Die Verspottung Christi als Epitaph für dessen verstorbene Schwester. 1510 erhielt er den Auftrag, vier Standflügel zum Heller-Altar in Frankfurt am Main zu malen, dessen Mittelbild Albrecht Dürer fertigte. Wohl 1511 entstanden hierfür vier Grisaillen des heiligen Laurentius und des heiligen Cyriakus (heute Frankfurt am Main, Städel) sowie der heiligen Elisabeth und der heiligen Lucia (heute Staatliche Kunsthalle Karlsruhe).

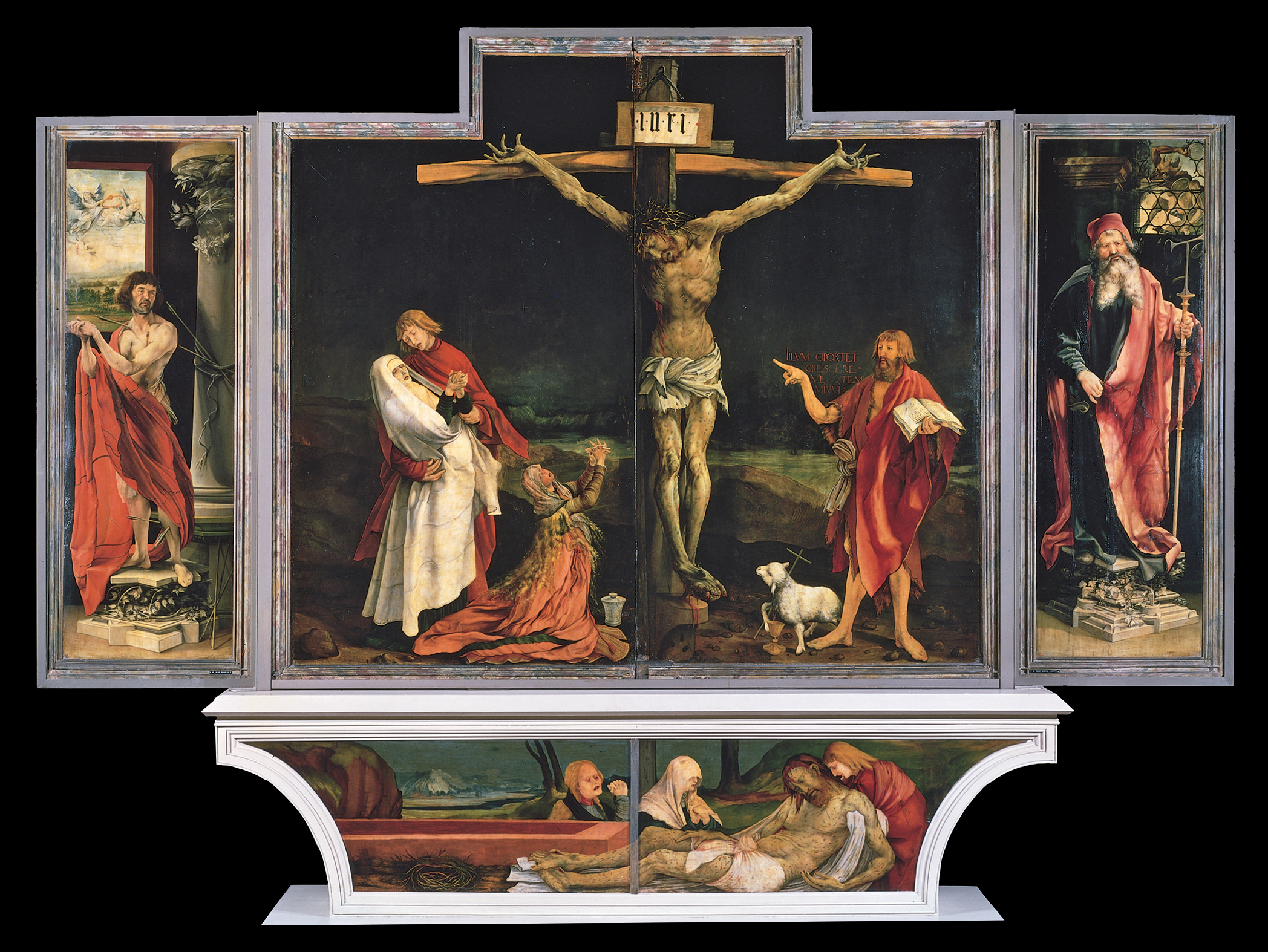
Der Isenheimer Altar (erste Schauseite) – vermutlich zwischen 1506 und 1515 entstanden

Den gemeinhin als sein Hauptwerk angesehenen Isenheimer Altar begann er spätestens im Jahre 1513 und vollendete diesen wohl 1516. Kunsthistoriker schließen allerdings nicht aus, dass der Präzeptor des Antoniterklosters in Isenheim im Elsass ihn bereits 1506 mit der Schaffung des Altarbildes beauftragte, das für die Kapelle des Spitals bestimmt war.
Das Kollegiatstift Aschaffenburg beauftragte Grünewald 1516 mit der Erstellung von Altargemälden. 1517–19 entstand der Maria-Schnee-Altar, der für die Stiftskirche St. Peter und Alexander in Aschaffenburg bestellt worden war. Hiervon ist das Mittelbild, die sogenannte Stuppacher Madonna (Stuppach, Pfarrkirche) erhalten, als einstiger rechter Flügel das sogenannte Schneewunder (Freiburg im Breisgau, Augustinermuseum).
Um 1520 entstanden die sogenannten Mainzer Altäre, mit wohl 15 Bildern fast die Hälfte des heute erhaltenen Gesamtwerkes Grünewalds, die 1631/32 im Dreißigjährigen Krieg von den Schweden geraubt wurden und bei einem Schiffbruch in der Ostsee verloren gingen. Danach kam die Erasmus-und-Mauritius-Tafel für das Neue Stift in Halle an der Saale, die sich in der Alten Pinakothek in München befindet. Die Tafeln des Tauberbischofsheimer Altares aus den Jahren zwischen 1522 und 1525 sind heute in der Staatlichen Kunsthalle Karlsruhe zu sehen.
Nur die „Die Beweinung Christi“, vermutlich 1525 im Auftrag von Kardinal Albrecht von Brandenburg gemalt für eine Heilig-Grab-Truhe in der Stiftskirche Aschaffenburg, befindet sich noch an ihrem ursprünglichen Entstehungsort. Sie wird als seine letzte Arbeit angesehen.

### Übersicht der erhaltenen Gemälde
| Motiv                                              | Zugehörigkeit / gebräuchlichste(r) Titel                  | Datierung    | Standort                                                                                       | Bild |
| -------------------------------------------------- | --------------------------------------------------------- | ------------ | ---------------------------------------------------------------------------------------------- | ---- |
| Abendmahl                                          | Coburger Tafel                                            | etwa 1500    | Coburg, Kunstsammlungen der Veste Coburg                                                       |      |
| Hl. Agnes                                          | Coburger Tafel                                            | etwa 1500    | Coburg, Kunstsammlungen der Veste Coburg                                                       |      |
| Hl. Dorothea                                       | Coburger Tafel                                            | etwa 1500    | Coburg, Kunstsammlungen der Veste Coburg                                                       |      |
| Schmerzensmann und Vierzehn Nothelfer              | Lindenhardter Altar                                       | etwa 1503    | Lindenhardt, Pfarrkirche St. Michael                                                           |      |
| Verspottung Christi                                |                                                           | etwa 1503–05 | München, Alte Pinakothek                                                                       |      |
| Kreuzigung Christi                                 | Basler Kreuzigung                                         | etwa 1505–06 | Basel, Kunstmuseum Basel                                                                       |      |
| Hl. Cyriacus                                       | Heller-Altar                                              | etwa 1509–11 | Frankfurt am Main, Städelsches Kunstinstitut, Dauerleihgabe des Historischen Museums Frankfurt |      |
| Hl. Elisabeth                                      | Heller-Altar                                              | etwa 1509–11 | Karlsruhe, Staatliche Kunsthalle                                                               |      |
| Hl. Laurentius                                     | Heller-Altar                                              | etwa 1509–11 | Frankfurt am Main, Städel, Dauerleihgabe des Historischen Museums Frankfurt                    |      |
| Unbekannte Heilige, Lucia (?)                      | Heller-Altar                                              | etwa 1509–11 | Karlsruhe, Staatliche Kunsthalle                                                               |      |
| Kreuzigung Christi                                 | Washingtoner Kreuzigung, Kleine Kreuzigung, Kleinkruzifix | etwa 1511–20 | Washington, National Gallery of Art                                                            |      |
| Auferstehung Jesu Christi                          | Isenheimer Altar                                          | etwa 1512–16 | Colmar, Musée d’Unterlinden                                                                    |      |
| Besuch des hl. Antonius beim hl. Paulus von Theben | Isenheimer Altar                                          | etwa 1512–16 | Colmar, Musée d’Unterlinden                                                                    |      |
| Beweinung Christi                                  | Isenheimer Altar                                          | etwa 1512–16 | Colmar, Musée d’Unterlinden                                                                    |      |
| Engelskonzert und Menschwerdung Christi            | Isenheimer Altar                                          | etwa 1512–16 | Colmar, Musée d’Unterlinden                                                                    |      |
| Hl. Antonius                                       | Isenheimer Altar                                          | etwa 1512–16 | Colmar, Musée d’Unterlinden                                                                    |      |
| Hl. Sebastian                                      | Isenheimer Altar                                          | etwa 1512–16 | Colmar, Musée d’Unterlinden                                                                    |      |
| Kreuzigung Christi                                 | Isenheimer Altar / Isenheimer Kreuzigung                  | etwa 1512–16 | Colmar, Musée d’Unterlinden                                                                    |      |
| Mariä Verkündigung                                 | Isenheimer Altar                                          | etwa 1512–16 | Colmar, Musée d’Unterlinden                                                                    |      |
| Versuchung des hl. Antonius                        | Isenheimer Altar                                          | etwa 1512–16 | Colmar, Musée d’Unterlinden                                                                    |      |
| Stuppacher Madonna                                 | Maria-Schnee-Altar                                        | etwa 1516–19 | Stuppach, Pfarrkirche                                                                          |      |
| Schneewunder                                       | Maria-Schnee-Altar                                        | etwa 1516–19 | Freiburg im Breisgau, Augustinermuseum                                                         |      |
| Kleine Kreuzigung                                  |                                                           | etwa 1519–20 | National Gallery of Art Washington                                                             |      |
| Empfang des hl. Erasmus durch hl. Mauritius        | Erasmus-Mauritius-Tafel                                   | etwa 1520–24 | München, Alte Pinakothek                                                                       |      |
| Kreuztragung Christi                               | Tauberbischofsheimer Altar                                | etwa 1523–25 | Karlsruhe, Staatliche Kunsthalle                                                               |      |
| Kreuzigung Christi                                 | Tauberbischofsheimer Altar / Karlsruher Kreuzigung        | etwa 1523–25 | Karlsruhe, Staatliche Kunsthalle                                                               |      |
| Beweinung Christi                                  |                                                           | etwa 1525    | Aschaffenburg, Stiftskirche St. Peter und Alexander                                            |      |

## Ausstellungen
- 2002/2003 Aschaffenburg: Das Rätsel Grünewald
- 8. Dezember 2007 bis 2. März 2008: Doppelausstellung „Grünewald und seine Zeit“ sowie „Grünewald – Blicke auf ein Meisterwerk“ in der Staatlichen Kunsthalle Karlsruhe und im Musée d’Unterlinden in Colmar.
- 13. März bis 1. Juni 2008: „Matthias Grünewald. Zeichnungen und Gemälde“ – Kupferstichkabinett Berlin, Staatliche Museen zu Berlin (in der Ausstellungshalle Kulturforum Potsdamer Platz)

## Ehrungen

### Matthias als Figur in der Kunst
Paul Hindemiths Symphonie „Mathis der Maler“ (1934) setzt Bildmotive des Isenheimer Altars musikalisch um, seine Oper Mathis der Maler (1938) handelt von fiktiven Erlebnissen des Mathis Gothart-Nithart in der Zeit des Bauernkriegs.
1970 erschien Mathis der Maler. Ein Matthias Grünewald-Roman von Natalie Beer.
In Halle (Saale), seinem Sterbeort, schuf der Bildhauer Gerhard Geyer ein Denkmal, das 1989 nahe seiner einstigen Wirkungsstätte am Mühlberg steht und bereits im Jahr 1967 eine stilisierte Grabplatte, die später an der Kirche St. Ulrich angebracht wurde, da sein Grab verschollen ist.

### Grünewald als Namensgeber
Die folgenden Institutionen beziehen sich in ihrem Namen auf den Maler Matthias Grünewald:
- Matthias-Grünewald-Verlag
- Matthias-Grünewald-Gymnasium Tauberbischofsheim
- Matthias-Grünewald-Gymnasium (Würzburg)
- Grünewaldschule (Grundschule in Heilbronn-Böckingen)

Außerdem sind die Matthias-Grünewald-Halle in Tauberbischofsheim und der Asteroid (9645) Grünewald nach ihm benannt.

### Belletristik
- Nikolaus Schwarzkopf: Matthis der Maler, Adam Kraft Verlag, Augsburg 1953